# جون بروك (لاعب كرة قاعدة)
جون بروك (بالإنجليزية: John Brock)‏ هو لاعب كرة قاعدة أمريكي، ولد في 16 أكتوبر 1896 في هاميلتون في الولايات المتحدة، وتوفي في 27 أكتوبر 1951 في كلايتون في الولايات المتحدة.